# The Seattle Times
The Seattle Times je hlavní americký deník vydávaný pro město Seattle a přilehlou metropolitní oblast. V roce 2013 činil náklad výtisků ve všední dny přibližně 229 764 kusů, u nědělního speciálu to pak bylo 336 363 kusů. Deník je držitelem 10 Pulitzerových cen.

## Historie
The Seattle Daily Times, jak se původně noviny jmenovaly, byly založeny v roce 1896 Aldenem J. Blethenem po tom, co zakoupil čtyřstránkové Seattle Press-Times vydávané od roku 1891. První vydání novin bylo následně publikováno 10. srpna téhož roku. V roce 1966 došlo k přejmenování na The Seattle Times.